# IC 1794
IC 1794 — галактика типу S0-a (спіральна галактика) у сузір'ї Овен.
Цей об'єкт міститься в оригінальній редакції індексного каталогу.